# Black Dresses
Black Dresses (укр. Чорні сукні) — канадський нойз-поп дует, що складається з двох трансгендерних дівчин — Ади Рук і Деві Маккаліон. Дует було створено в 2017 році, у 2020 Ада Рук повідомила про розпуск через переслідування та ненависть у бік Деві. За весь час учасниці випустили 6 альбомів, 2 мініальбоми й 8 синглів, один із яких уходить в альбом 1000 Gecs and the Tree of Clues від 100 Gecs.

## Історія

### 2017: Початок
Дует було створено наприкінці 2017 року, коли Деві опублікувала запит у Twitter, щоб «інтернет-диваки» надсилали їй біти. Ада надіслала Деві повідомлення, після цього музикантки-самоучки почали обмінюватися ними, надсилаючи одна одній свою гру на синтезаторі, барабані та свої вокали. 21 грудня учасниці опублікували кавер на пісню M.I.A. Paper Planes, як свій перший сингл.

### 2018:WasteisolationіHell Is Real
13 квітня 2018 року дует випустив свій дебютний альбом — Wasteisolation. Він був записаний та опублікований через онлайн-співпрацю учасниць: Деві була в Торонто, а Рук у Ванкувері. Альбом отримав схвалення та позитивні відгуки на Noisey, Stereogum і The Fader.
Цього ж року в жовтні було записано й опубліковано мініальбом Hell Is Real. Він увійшов у список найкращих 25 мініальбомів 2018 року на Stereogum, сам дует увійшов у список нових найкращих 2018 року.
Трохи пізніше, у листопаді, учасниці опублікували кавер на пісню Тесси Вайолет Crush, оголосивши про новий альбом, який опублікують у січні наступного року.

### 2019:Thank You,Dreams Come True 2019іLove and Affection for Stupid Little Bitches
5 лютого 2019 року дует випустив свій другий альбом — Thank You. У травні він також опублікував мініальбом Dreams Come True 2019, що складався з трьох реміксів раніше опублікованих треків у Wasteisolation, та одного нового. Альбом було підготовлено на честь річниці Wasteisolation, але опублікувано трохи пізніше.
1 серпня 2019 року дует випустив свій третій альбом — Love and Affection For Stupid Little Bitches, його розглянули на Pitchfork та дали оцінку 7.7/10. Крім того, альбом потрапив у список «найкращих альбомів 2019 року які ви могли пропустити» на Vice.

### 2020:Peaceful as Hellі розпуск гурту
13 квітня 2020 року дует випустив свій четвертий альбом ― Peaceful as Hell. Він отримав оцінку 7.6/10 на Pitchfork. 19 травня 2020 учасниці опублікували кавер пісні 800db Cloud гурту 100 gecs.
19 травня 2020 року, за тиждень до розпуску дуету, Black Dresses узяли участь у шоу-виступі Sleigh Bells у Нью-Йорку з нагоди десятиріччя їхнього альбомуTreats.
27 травня 2020 року Ада Рук оголосила про розпуск дуету у Твіттері. Причиною стала ненависть у бік Деві, що почала зростати після того, як альбом Wasteisolation став популярним на TikTok. Згідно з її словами, останнім часом поведінка прихильників стала надзвичайно шкідливою та моторошною — вона порушувала особисті кордони Деві вже два роки, лише погіршуючись. На додачу, Ада заявила, що вся музика дуету буде недоступною на всіх стримінгових платформах, проте залишиться на Bandcamp.
Після розпуску, дует продовжив публікувати музику. У липні 2020 року, Black Dresses опублікували ремікс на трек 745 sticky від 100 gecs, що з'явився в альбомі 1000 Gecs and the Tree of Clues. У грудні цього ж року, дует опублікував сингл з назвою World Peace за участі ESPer99, його було записано в кінці 2019, ще до розпуску.

### 2021:Forever in Your Heart
Попри розпуск дуету, 14 лютого 2021 року учасниці опублікували новий альбом — Forever in Your Heart, сказавши у своєму Твіттері, що незважаючи на те, що вони більше не дует, вони далі випускатимуть музику. Альбом отримав оцінку 7.6/10 на Pitchfork. Цього ж місяця, реперка Backxwash поділилася назвами треків із її майбутнього альбому, у якому повинні були міститися спільні треки з Адою та Деві, проте після публікації альбому стало відомо, що трек із Деві не з'явився у списку.
У серпні 2021 року музика дуету стала доступною на стримінгових платформах, про це повідомили учасниці у своєму Твіттері. У грудні 2021 року трек Black Dresses з'явився у святковому збірнику Christmasasaurus X2 зі своєю версією пісні We Are Children of the Light Юджина О'Рейлі.

### 2022:Forget Your Own Face
14 лютого 2022 року дует випустив свій шостий альбом — Forget Your Own Face. Він отримав оцінку 7.2/10 у розгляді на Pitchfork.
10 вересня 2022 року учасниці опублікували на Patreon кавер на пісню Pink Panther від Scene Queen, який згодом, 30 вересня, став доступним на стримінгових платформах. Наступною роботою дуету став іще один сингл: учасниці опублікували кавер на пісню Kill All Your Friends гурту My Chemical Romance 17 жовтня.

### 2023
6 травня 2023 року дует, разом із виконавцем rirugiliyangugili, випустив сингл із назвою «gutz». 26 липня вийшов сингл «Shines» від Black Dresses і гурту Purity Ring. Цього ж місяця Black Dresses виступали в Монреалі попри те, що все ще не є дуетом.

## Склад

### Ада Рук
Ада Рук публікує музику під своїм іменем, має декілька музичних проєктів і перебуває у декількох музичних колективах, крім Black Dresses. Співпрацювала з такими виконавцями як Lauren Bousfield, Health, Backxwash і Katie Dey. Під власним іменем опублікувала 5 альбомів: shed blood і parasite (2018), 2,020 Knives (2020), Ugly Death No Redemption Angel Curse I Love You (2022), Rookie's Bustle (2023) і 1 мініальбом — separated from her twin, a dying android arrives on a mysterious island у 2020 році.
Дискографія її музичного проєкту crisis sigil містить 2 альбоми й 1 мініальбом.
Перебуває в дуеті Angel Electronics, що був створений разом з Ешем Нервом у 2022 році. Його учасники опублікували один альбом, Ultra Paradise, у січні 2023 року.
Має декілька ігор із власними саундтреками.

### Деві Маккаліон
Деві Маккаліон випускає музику під своїм іменем, а також під різними псевдонімами. Перебуває у декількох музичних колективах. Під псевдонімом Girls Rituals вона випустила 4 альбоми: Reddishness (2015), Emergency! (2017), Im Desperate (2018), Crap Shit (2020), та 1 мініальбом — Cow у 2021 році. Під псевдонімом Mom випустила 4 альбоми: 10$, 2, 3 у 2014 році, 4 — у 2016, а також один мініальбом — Self-Titled, теж у 2014 році. Під власним іменем випустила 3 альбоми: один ембієнт і два спільно з Katie Dey.
Є учасницею дуету Anarchy 99 із So Drove. Дует випустив один альбом — Rockstar Super Heat, у 2021 році.

## Дискографія

### Альбоми
- Wasteisolation (2018)
- Thank You (2019)
- Love and Affection for Stupid Little Bitches (2019)
- Peaceful as Hell (2020)
- Forever in Your Heart (2021)
- Forget Your Own Face (2022)

### Мініальбоми
- Hell Is Real (2018)
- Dreams Come True 2019 (2019)